# Rheocricotopus nepalensis
Rheocricotopus nepalensis är en tvåvingeart som beskrevs av Lehmann 1969. Rheocricotopus nepalensis ingår i släktet Rheocricotopus och familjen fjädermyggor.
Artens utbredningsområde är Nepal. Inga underarter finns listade i Catalogue of Life.